# 马坞镇
马坞镇，是中华人民共和国甘肃省定西市岷县下辖的一个乡镇级行政单位。
2017年，甘肃省民政厅批复同意撤销马坞乡，设立马坞镇。

## 行政区划
马坞镇下辖以下地区：
上旧庄村、秦家沟村、大沟门村、曹眼村、沙金村、土地眼村和马坞村。